# Processtuk met vermelding van Robert Campin
Het processtuk met vermelding van Robert Campin is een manuscript op vellum waarin de Doornikse kunstschilder Robert Campin tweemaal wordt vermeld. Dit document, opgemaakt tijdens een proces, deel van de rechtspraak, is belangrijk omdat de meeste documenten in verband met het leven van deze kunstenaar verloren zijn gegaan.
Het document werd door het Fonds Claire et Michel Lemay, onder beheer van de Koning Boudewijnstichting, aangekocht. Het is ondergebracht in het Rijksarchief te Doornik.

## Inhoud van het processtuk
Tijdens een rechtszaak die op 11 november 1427 voor de rechtbank van Parijs werd gevoerd, verschenen Robert Campin en twee andere collega’s pauvriseurs. Het waren parochianen van de Sint-Pieterskerk te Doornik die de plaatselijke armentafel moeten beheren. De andere partij in het proces was Arnould de Lielscamp, stalmeester-foerier van koning Karel VII. Waar de rechtszaak precies over ging is niet meer te achterhalen.
Dit document werpt een licht op de sociale en politieke situatie van Doornik tijdens de late middeleeuwen. Het stuk is des te waardevoller omdat het stadsarchief van Doornik tijdens de Tweede Wereldoorlog verloren ging.